# Kornwerderzand
 (mars 2017).
Si vous disposez d'ouvrages ou d'articles de référence ou si vous connaissez des sites web de qualité traitant du thème abordé ici, merci de compléter l'article en donnant les références utiles à sa vérifiabilité et en les liant à la section « Notes et références ».
Kornwerderzand (en frison : Koarnwertersân) est un village de la commune néerlandaise de Súdwest Fryslân, situé dans la province de Frise.

## Géographie
Le village se situe sur une ancienne île artificielle intégrée à l'Afsluitdijk, à environ 4 km de la côte de Frise. Elle accueille un complexe hydraulique comprenant l'écluse Lorentz et deux séries de cinq vannes, pour un total de 25 vannes de décharge, qui permettent d'évacuer l'eau de l'IJsselmeer vers la mer des Wadden.

## Histoire
Kornwerderzand est bâti sur une île de construction qui est conservée et aménagée à l'est de l'Afsluitdijk, lors de sa construction dans les années 1920. Il fait partie de la commune de Wûnseradiel jusqu'au 1er janvier 2011, où celle-ci est supprimée et fusionnée avec Bolsward, Nijefurd, Sneek et Wymbritseradiel pour former la nouvelle commune de Súdwest-Fryslân.

## Démographie
En 2021, la population s'élève à 50 habitants.